# هان برينكمان
هان برينكمان (بالألمانية: Hanne Brinkmann)‏ هي ممثلة ألمانية، ولدت في 22 سبتمبر 1895 بهانوفر في ألمانيا، وتوفيت في 29 يوليو 1984 بميونخ في ألمانيا.

## وصلات خارجية
- هان برينكمان على موقع IMDb (الإنجليزية)
- هان برينكمان على موقع كينوبويسك (الروسية)